# السعودية في بطولة العالم لألعاب القوى 2009
شاركت المملكة العربية السعودية في بطولة العالم 2009 لألعاب القوى في برلين خلال الفترة من 15 وحتى 23 أغسطس 2009.

## الفريق
| الحدث    | الرياضي                  | الرياضي |
| الحدث    | ذكور                     | إناث    |
| -------- | ------------------------ | ------- |
| 200 متر  | حامد البيشي              |         |
| 400 متر  | يوسف مسرحي               |         |
| 800 متر  | علي الدرعان محمد الصالحي |         |
| 1500 متر | محمد شاوين               |         |
| 5000 متر | حسين آل حمضة             |         |

| الحدث     | الرياضي                  | الرياضي |
| الحدث     | ذكور                     | إناث    |
| --------- | ------------------------ | ------- |
| قفز طويل  | محمد الخويلدي حسين السبع |         |
| دفع الثقل | سلطان الحبشي             |         |

## النتائج
منافسات المسار والطريق
| الحدث  | الرياضي           | التأهل    | التأهل  | ربع النهائي | ربع النهائي | نصف النهائ | نصف النهائ | نهائي    | نهائي    |
| الحدث  | الرياضي           | النتيجة   | المرتبة | النتيجة     | المرتبة     | النتيجة    | المرتبة    | النتيجة  | المرتبة  |
| ------ | ----------------- | --------- | ------- | ----------- | ----------- | ---------- | ---------- | -------- | -------- |
| 200 م  | حامد حمدان البيشي | 21.00     | 32      | لم يتقدم    | لم يتقدم    | لم يتقدم   | لم يتقدم   | لم يتقدم | لم يتقدم |
| 400 م  | يوسف أحمد مصريه   | 47.03     | 42      | -           | -           | لم يتقدم   | لم يتقدم   | لم يتقدم | لم يتقدم |
| 800 م  | علي الدرعان       | DNS       | DNS     | -           | -           | لم يتقدم   | لم يتقدم   | لم يتقدم | لم يتقدم |
| 800 م  | محمد الصالحي      | 1: 48.43  | 37      | -           | -           | لم يتقدم   | لم يتقدم   | لم يتقدم | لم يتقدم |
| 1500 م | محمد شوين         | 3: 49.03  | 44      | -           | -           | لم يتقدم   | لم يتقدم   | لم يتقدم | لم يتقدم |
| 5000 م | حسين جمعان الحمده | 13: 44.59 | 26      | -           | -           | -          | -          | لم يتقدم | لم يتقدم |

أحداث مركبة
| الحدث      | الرياضي                 | التأهل  | التأهل  | نهائي    | نهائي    |
| الحدث      | الرياضي                 | النتيجة | المرتبة | النتيجة  | المرتبة  |
| ---------- | ----------------------- | ------- | ------- | -------- | -------- |
| قفزة طويلة | محمد سلمان الخوليدي     | 7.66 SB | 36      | لم يتقدم | لم يتقدم |
| قفزة طويلة | حسين طاهر السبيعي       | 7.99    | 16      | لم يتقدم | لم يتقدم |
| وضع النار  | سلطان عبد المجيد الحبشي | 20.04   | 13      | لم يتقدم | لم يتقدم |

## وصلات خارجية
- الموقع الرسمي للمنافسة